# Tegernseer Volkstheater

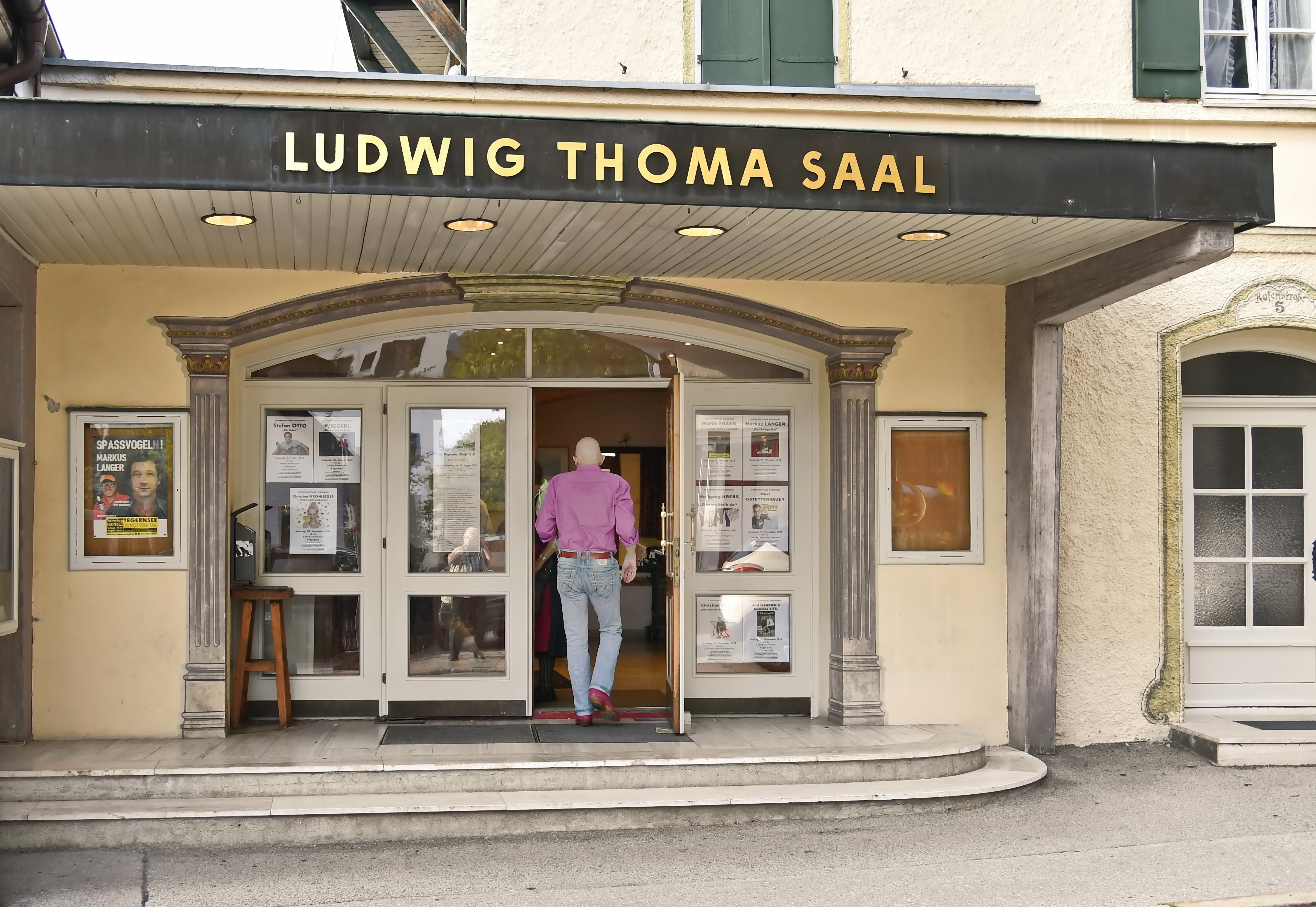
Tegernseer Volkstheater, Ludwig Thoma Saal, 2018

Das Tegernseer Volkstheater ist eine bayerische Heimatbühne, die Einrichtungen in Tegernsee und Bad Wiessee bespielt.

## Geschichte
Das Tegernseer Volkstheater wurde 1898 von Hans Lindner in Gmund am Tegernsee gegründet und gab zunächst vornehmlich im Schwarzwald und im Raum Heilbronn Vorstellungen. Während des 1. Weltkrieges wurde die Bühne von Lindners Frau Adele geleitet, aufgrund der wirtschaftlichen Verhältnisse in Deutschland trat man nach 1918 zunächst hauptsächlich in der Schweiz auf. 1922 ging das Unternehmen an den Sohn Lindners, Otto-Hermann Lindner, über, der neben den bis dahin überwiegend gespielten Schwänken auch Komödien und ernste Stücke ins Programm aufnahm. Zwischen den Weltkriegen spielte das Tegernseer Volkstheater nicht nur auf deutschen Bühnen, sondern gab auch Gastspiele in Belgien, Italien, den Niederlanden, Österreich, Schweiz und der damaligen Tschechoslowakei. Während des 2. Weltkrieges verpflichtete sich die Bühne als so genanntes „Fronttheater“ mit Vorstellungen in Frankreich.
In den 1960er und frühen 1970er Jahren erlebte das Tegernseer Volkstheater eine Phase des Aufschwungs. Unter der Leitung von Lothar Kern und seiner Frau Amalie „Amsi“ Kern gewann das Theater an Popularität. Die beiden hatten sich während ihrer Engagements in München kennengelernt und gemeinsam die Leitung des Theaters übernommen. Ihre Zusammenarbeit führte zu einer erfolgreichen Ära, in der das Ensemble sowohl lokale Aufführungen als auch Tourneen unternahm.
Während dieser Zeit wurde das Theaterensemble durch talentierte Schauspieler bereichert. Das Ensemble regelmäßig wechselte – sowohl lokale Talente als auch Schauspieler aus anderen Regionen Deutschlands, unter anderem Inge Holzer-Siebert. Die Aufführungen umfassten ein breites Spektrum von Volksstücken bis hin zu ernsteren Theaterproduktionen, was zur stetigen Beliebtheit des Theaters beitrug.
Nach dem Tod Otto-Hermann Lindners übernahm dessen Neffe Lothar Kern die Direktion, von 1991 bis 2008 wurde das Theater von Florian Kern geleitet, seit 2009 liegt die Leitung in den Händen von dessen Bruder Andreas Kern, der 27 Jahre dem Chiemgauer Volkstheater angehört hatte.

## Sonstiges
Das Tegernseer Volkstheater hat keine eigene Bühne, sondern bespielt vornehmlich das Schalthaus und den Ludwig-Thoma-Saal in Tegernsee sowie das Hotel zur Post in Bad Wiessee. Auf dem Programm stehen neben Volksstücken mit Lokalkolorit auch aus dem Englischen übersetzte Komödien.

## Ensemble
Neben Andreas Kern setzt sich das Ensemble aktuell (2016) aus folgenden Schauspielern zusammen: Barbara Kutzer, Claudia Loy, Claudia Mabell, Hanno Sollacher, Christina Kern, Nicola Pendelin und Peter Fischer.